# サンスカーレット
『サンスカーレット』は、1985年に、京楽産業が発売したパチンコ（デジパチ）。

## 概要
- 1985年のデジパチ1300発規制に対応した「スカーレット」シリーズ2号機である。
- 当時主流であった当たり判定方法で、左から3：2：1の比率でデジタルが回転し、停止信号（ストップボタンを含む）で一定のスベリの後、停止するもので奇数のゾロ目が大当たりであった。
- 『キャプテンルーキー』同様のリーチ目が存在したが、さらにイルミネーションランプでリーチタイミングを取ることが可能で機種の寿命を縮めた。
- イルミネーションランプ3周で移行パターンが60コマ進む。
- リーチ目からスタートするとイルミネーションランプが左端に来たときが大当たりのタイミングである。

## スペック
- 平打ち時：1/200
- リーチ目出現時の大当たり確率
  - 待ち：最大1/8
  - 押し：1/20
- 出玉：1300発（10カウント10R）

## その他
- 朝一の出目：222(777の押しリーチ目)